# Гросгрюндлах
Гросгрюндлах (нем. Großgründlach) — самый северный из районов Нюрнберга, лежащий в пределах сельскохозяйственной территории «Чесночная земля» (нем. Knoblauchsland), с северной стороны граничащей с аэропортом.

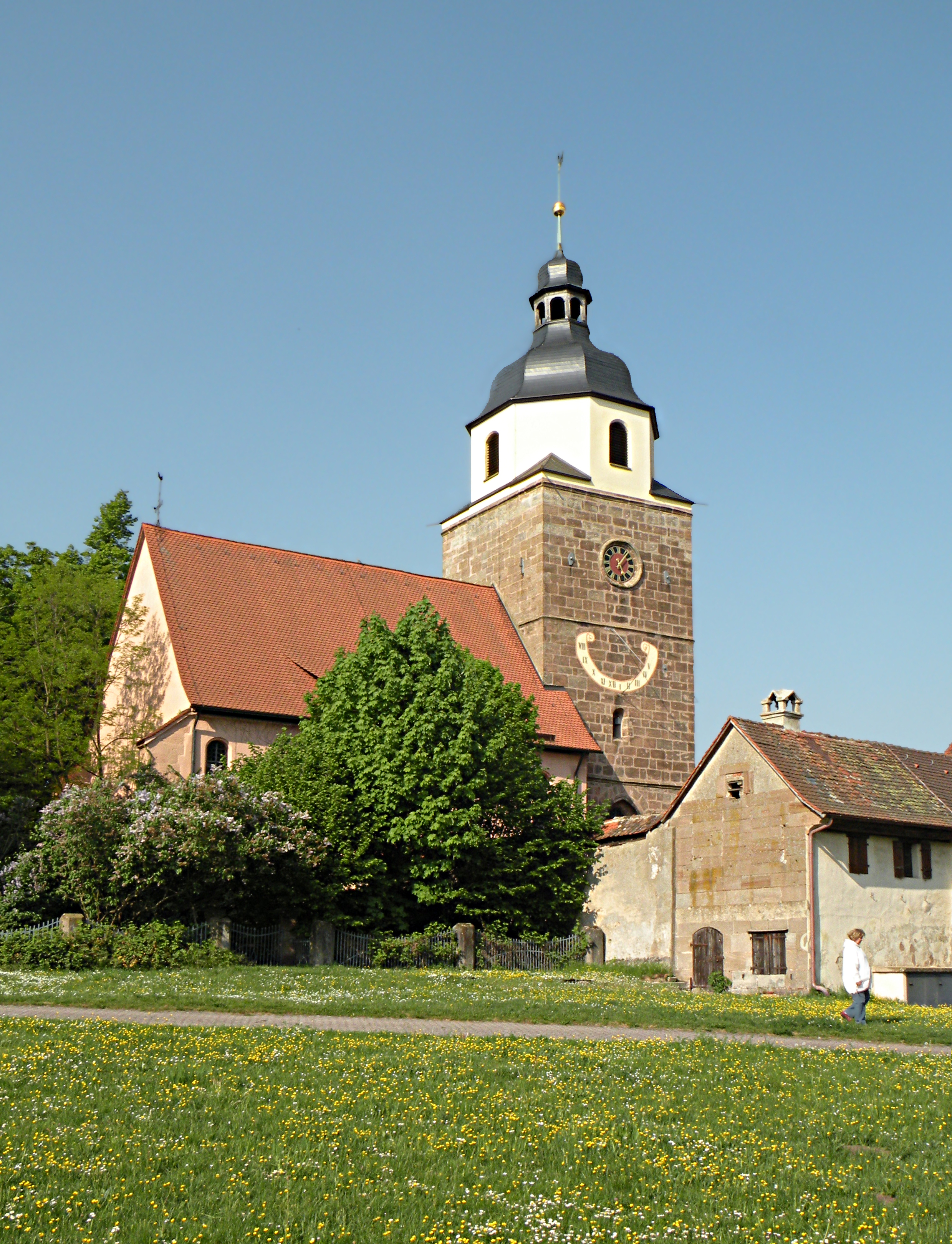
Церковь Св. Лаврентия

## История
Впервые поселение упоминается в 1021 году, и потому является самой старой частью города.
Поселение с одноименным названием вошло в границы города в 1972 году.
На состояние 31 декабря 2015 года район города насчитывал в себе 4675 жителей.

## Достопримечательности
- Церковь Св. Лаврения, (нем. St. Lorenz или (St. Laurentius), упоминавшаяся ещё в 1303 году и использовавшаяся с 1348 года монастырём цистерцианцев (нем. Kloster Himmelthron)
- Замок, с 1766 года находящийся в частном владении семейства Haller von Hallerstein